# Фордерштодер
Фордерштодер (нем. Vorderstoder) — коммуна (нем. Gemeinde) в Австрии, в федеральной земле Верхняя Австрия. 
Входит в состав округа Кирхдорф-на-Кремсе.  Население составляет 768 человек (на 31 декабря 2005 года). Занимает площадь 37 км². Официальный код  —  40 921.

## Политическая ситуация
Бургомистр коммуны — Альфред Речитцеггер (СДПА) по результатам выборов 2003 года.
Совет представителей коммуны (нем. Gemeinderat) состоит из 13 мест.
- АНП занимает 7 мест.
- СДПА занимает 5 мест.
- АПС занимает 1 место.